# 南安郡 (东汉)
南安郡，東漢到隋朝的郡。在今甘肅省境。
東漢中平五年（188年），分漢陽郡豲道縣置南安郡，領豲道縣（治今甘肅省隴西縣東南）、新興縣（析豲道縣置，治今甘肅省武山縣西）、中陶縣（析豲道縣置，治今甘肅省武山縣西北鴛鴦鎮）3縣，轄域為今甘肅省隴西縣東部和定西市安定區、武山縣一帶。建安十九年（214年）廢南安郡，併入隴西郡。
三國曹魏時復置南安郡，屬涼州，仍治豲道縣。西晉初屬秦州；太康三年（282年）廢秦州，改隸雍州。太康七年（286年）秦州復置（治上邽，即今天水），南安郡屬之。東晉大興四年（321年），南安郡屬前涼河州（治枹罕），前秦因之。後趙時南安郡屬秦州，後秦、西秦因之。西秦時南安郡移治今甘肅省隴西縣東。北魏太和十年（486年），南安郡改名南安陽郡，治桓道縣（今甘肅省隴西縣東南），領桓道、新興（轄域為今隴西、漳、武山3縣部分地域）2縣；北周復名南安郡。隋朝開皇三年（583年）實行州轄縣制，廢郡。